# Никулица Делфина
Никулица Делфина (на гръцки: Νικουλιτζάς Δελφινάς) е византийски аристократ от XI век, управител на град Лариса в Тесалия. Внук на българския болярин Никулица, един от войводите на цар Самуил.
През 1065 г. в поверената му област назрява недоволство сред българите и власите, породено от силно увеличените данъци. Никулица Делфина заминава за Константинопол да предупреди император Константин X Дука за подготвяния бунт, но василевсът не взима мерки.
През юни 1066 г. въстаниците настояват Никулица Делфина да застане начело на бунта, тъй като разполага с частна войска и крепостта е под негово командване, и той насила се съгласява – избухва т.нар. въстание на Никулица Делфина. Въстанието приключва с преговори с императора, който изпраща писмо, с което опрощава данъците. Никулица Делфина се предава на катепана на тема България и е изпратен в Константинопол като според някои източници е награден от василевса, а според други е затворен в крепостта Амасия в Мала Азия.